# Lord-lieutenant du Surrey
Ceci est une liste de personnes qui ont servi comme Lord Lieutenant du Surrey. Depuis 1737, tous les Lord Lieutenants ont été également Custos Rotulorum of Surrey.

## Lord Lieutenants du Surrey
- William Parr (1er marquis de Northampton) 1551–1553?
- William Howard, 1er baron Howard of Effingham 1559–1573
- Charles Howard, 1er comte de Nottingham 3 juillet 1585 – 14 décembre 1624 conjointement avec
- Charles Howard (2e comte de Nottingham) 27 juillet 1621 – 1642 Conjointement avec
- John Ramsay (1er comte de Holderness) 5 juin 1624 – février 1626 et
- Edward Cecil (1er vicomte Wimbledon) 5 janvier 1627 – 16 novembre 1638 et
- Thomas Howard, 21e Comte d'Arundel 23 juillet 1635 – 1642 et
- Henry Howard (15e comte d'Arundel) 2 juin 1636 – 1642
- Interregnum
- John Mordaunt (1er vicomte Mordaunt) 16 juillet 1660 – 5 juin 1675
- Prince Rupert of the Rhine 24 juin 1675 – 29 novembre 1682
- Henry Howard (7e duc de Norfolk) 16 décembre 1682 – 2 avril 1701
- Charles Berkeley (2e comte de Berkeley) 7 juin 1702 – 24 septembre 1710
- George FitzRoy (1er duc de Northumberland) 9 octobre 1710 – 24 décembre 1714
- Charles Montagu, 1er Comte de Halifax 24 décembre 1714 – 19 mai 1715
- John Campbell, 2e Duc d'Argyll 16 juillet 1715 – 6 juillet 1716
- Richard Onslow, 1er Baron Onslow 6 juillet 1716 – 5 décembre 1717
- Thomas Onslow (2e baron Onslow) 9 décembre 1717 – 5 juin 1740
- Richard Onslow (3e baron Onslow) 13 novembre 1740 – 8 octobre 1776
- George Onslow (1er comte d'Onslow) 20 novembre 1776 – 17 mai 1814
- George Brodrick (4e vicomte Midleton) 15 juin 1814 – 27 septembre 1830
- Charles George Perceval, 2e baron Arden 27 septembre 1830 – 5 juillet 1840
- William King-Noel (1er comte de Lovelace) 17 juillet 1840 – 29 décembre 1893
- Francis Egerton 25 septembre 1893 – 15 décembre 1895
- William Brodrick (8e vicomte Midleton) 29 janvier 1896 – 19 décembre 1905
- Henry Cubitt (2e baron Ashcombe) 19 décembre 1905 – 6 juin 1939
- Sir John Malcolm Fraser, 1er baronnet 6 juin 1939 – 4 mai 1949
- Gen. Sir Robert Haining 2 août 1949 – 6 août 1957
- Geoffrey FitzClarence (5e comte de Munster) 6 août 1957 – 12 mars 1973
- John Hamilton, 3e baron Hamilton de Dalzell 12 mars 1973 – 2 mai 1986
- Sir Richard Thornton 2 mai 1986 – 29 octobre 1997[1]
- Dame Sarah Jane Frances Goad, DCVO, JP 29 octobre 1997 – 23 août 2015[2],[3]
- Michael More-Molyneux DL 24 août 2015 - présent [4]